# The World Changes
The World Changes is een Amerikaanse dramafilm uit 1933 onder regie van Mervyn LeRoy. De film werd destijds in Nederland uitgebracht onder de titel De wereld verandert.

## Verhaal
Orin Nordholm is een ambitieuze boerenjongen. Hij wordt een pionier in de vleesverpakkingsindustrie. Hij boekt jarenlang succes op financieel gebied, maar hij kent ook vele tegenslagen in zijn privéleven.

## Rolverdeling
| Acteur           | Personage                  |
| ---------------- | -------------------------- |
| Paul Muni        | Orin Nordholm jr.          |
| Aline MacMahon   | Anna Nordholm              |
| Mary Astor       | Virginia Clafflin Nordholm |
| Donald Cook      | Richard Nordholm           |
| Jean Muir        | Selma Peterson II          |
| Guy Kibbee       | James Clafflin             |
| Patricia Ellis   | Natalie Clinton Nordholm   |
| Theodore Newton  | Paul Nordholm              |
| Margaret Lindsay | Jennifer Clinton Nordholm  |
| Gordon Westcott  | John Nordholm              |
| Alan Dinehart    | Ogden Jarrett              |
| Henry O'Neill    | Orin Nordholm sr.          |
| Anna Q. Nilsson  | Mevrouw Peterson           |
| Arthur Hohl      | Mijnheer Patten            |
| William Janney   | Orin Nordholm III          |